# Terremoto della Kamčatka del 2025
Il terremoto della Kamčatka del 2025 si è verificato il 29 luglio 2025 alle ore 23:24 UTC (le 11:24 del 30 luglio 2025, ora locale PETT), al largo della costa orientale della penisola della Kamčatka, in Russia. Il sisma, un megasisma di magnitudo momento 8,8, è classificato, insieme ai terremoti del 1906 in Ecuador-Colombia e del 2010 in Cile, come il sesto più forte mai registrato. Dopo il sisma, è stato generato un maremoto che si è propagato nell'oceano Pacifico. A Šumšu, nelle isole Curili sono state registrate onde alte 19 metri.  Il sisma e il conseguente tsunami hanno causato danni moderati e alcuni feriti nel territorio della Kamčatka e nell'oblast' di Sachalin. Una vittima indiretta e 21 feriti sono stati registrati in Giappone a causa delle evacuazioni legate all'allerta tsunami.

## Tettonica
Il terremoto si è verificato nella zona di subduzione della fossa delle Curili, una grande faglia inversa e convergente tra la placca pacifica e la placca di Ochotsk, a sua volta connessa a quella nordamericana, che si estende dalla costa orientale delle isole Curili fino alla penisola della Kamčatka. La subduzione attiva della placca pacifica sotto la placca nordamericana è continua dal Cretacico. Le stime del tasso di convergenza tra queste due placche variano tra i 76 e i 90 mm all'anno.
Nella zona di subduzione si sono già verificati in passato grandi terremoti. Il precedente evento significativo fu il terremoto della Kamčatka del 1952, che raggiunse una magnitudo momento di 8,8–9,0 con epicentro situato 45 km a sud-est rispetto a quello del terremoto del 2025. Quel sisma generò un grande e distruttivo maremoto lungo la costa della Kamčatka e si ritiene che abbia causato la rottura di una sezione della zona di subduzione lunga 700 km e larga 150–200 km, da capo Šipunskij a nord fino a Onekotan a sud. A differenza della maggior parte dei grandi terremoti di subduzione, il massimo scorrimento della faglia durante l'evento del 1952 si verificò in profondità, piuttosto che vicino alla fossa oceanica. Il movimento lungo la faglia è stato stimato ad una probabile profondità di 40 km, o possibilmente tra i 60 e gli 80 km. Si registrò, dunque, poco movimento in prossimità della fossa, bloccandola e facendole accumulare energia non rilasciata.
Eventi simili si sono verificati anche nei secoli precedenti, con grandi terremoti registrati nella stessa zona nel 1737, 1841 e 1923.

## Precedenti
A partire dal 20 luglio 2025, la regione orientale della Kamčatka ha registrato un notevole incremento dell'attività sismica, con numerose scosse che hanno preceduto l'evento principale del 30 luglio.
Il 20 luglio, alle ore 06:49 UTC, è stato registrato un terremoto di magnitudo 7,4 al largo della costa orientale di Kamčatka. In seguito all'evento, un'allerta tsunami è stata emessa per le aree costiere del Pacifico settentrionale, successivamente revocata in assenza di onde significative. La scossa è stata avvertita chiaramente in varie località della Kamčatka, ma non sono stati segnalati danni gravi o vittime.
Nelle ore precedenti e successive a questo evento si sono registrate altre scosse di magnitudo rilevante: alle 06:28 UTC una scossa di magnitudo 6,6, alle 07:07 UTC un'altra di magnitudo 6,6, seguita da due eventi di magnitudo 6,6 e 6,0 rispettivamente alle 07:22 e 07:26 UTC.
Nei giorni successivi, l'attività sismica è proseguita con eventi di magnitudo inferiore ma comunque significativi: il 22 luglio alle 01:58 UTC, si è verificata una scossa di magnitudo 6,0, mentre il 25 luglio alle 22:37 UTC è stata registrata un'altra scossa di magnitudo 6,1.
Oltre a queste scosse di magnitudo superiore a 6,0, a partire dal 20 luglio sono state rilevate centinaia di scosse di magnitudo compresa tra 4,0 e 5,9, e migliaia di scosse di magnitudo inferiore, che hanno mantenuto una costante attività sismica nella regione.

## Il terremoto
Alle ore 23:24:50 UTC del 29 luglio un forte terremoto sottomarino con magnitudo momento (Mww) 8,8, è stato registrato dal Servizio Geologico degli Stati Uniti (USGS). L'epicentro è stato localizzato al largo della costa pacifica della penisola della Kamčatka, a circa 136 km a sud-est di Petropavlovsk-Kamčatskij, con un ipocentro a una profondità di 35 km. L'Istituto nazionale di geofisica e vulcanologia (INGV) ha calcolato invece una magnitudo Mwpd 8,6 sempre ad una profondità di 35 km.
Il meccanismo focale del terremoto è compatibile con una faglia inversa superficiale lungo l'interfaccia della zona di subduzione. L'area di rottura è stata stimata in circa 390 km di lunghezza e 140 km di larghezza. L'evento si è verificato all'interno di una lacuna sismica compresa tra le zone di rottura associate ai terremoti della Kamčatka del 1923 e del 1952. Un modello di faglia finita elaborato dall'USGS ha indicato una rottura lungo una porzione della zona di subduzione di circa 600 km per 200 km. La maggior parte della rottura si è estesa per circa 500 km verso sud-ovest, dall'epicentro fino alle isole Curili. Lo spostamento maggiore si è verificato in prossimità della fossa oceanica e a sud-ovest dell'epicentro, con valori compresi tra 7 e 8 metri e un picco massimo di 8,7 metri. La durata della rottura è stimata a circa 180 secondi dall'osservatorio GEOSCOPE, mentre l'USGS ha stimato una durata complessiva di circa 230 secondi.
In Giappone, il terremoto è stato avvertito con un'intensità di 2 sulla scala Shindo nell'isola di Hokkaidō.

## Il maremoto

### Le allerte

#### Asia
Allerta tsunami (da 1 a 3 metri)
     Avviso di tsunami (fino a 1 metro)
     Previsione di tsunami (meno di 20 cm)

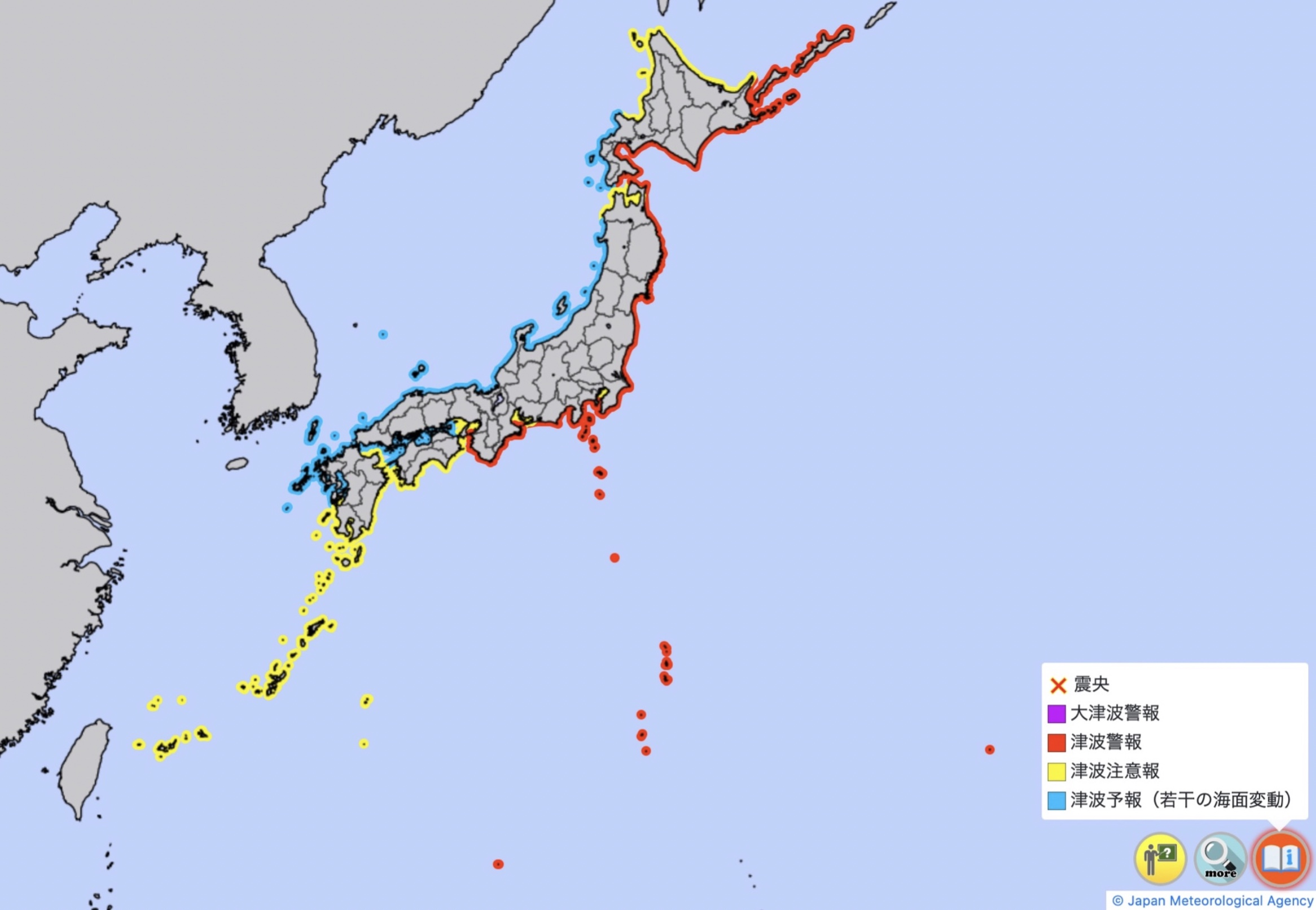
Mappa del Giappone con le aree interessate dall'allerta tsunami:
Allerta tsunami (da 1 a 3 metri)
Avviso di tsunami (fino a 1 metro)
Previsione di tsunami (meno di 20 cm)

Subito dopo il sisma, il Pacific Tsunami Warning Center (PTWC) ha emesso un'allerta per "onde di tsunami pericolose" lungo le coste della Russia e del Giappone. Le autorità russe hanno diramato allerte per la Penisola di Kamčatka e le isole Curili, poi revocati nella serata del 30 luglio.
In Giappone, l'agenzia meteorologica giapponese (JMA) ha inizialmente stimato la magnitudo del terremoto come 8,0, emettendo un avviso di tsunami (tsunami advisory). In seguito, dopo aver ricalcolato la magnitudo a 8,7, la JMA ha aggiornato in allerta tsunami (tsunami warning) per le coste da Hokkaidō fino alla prefettura di Wakayama, sull'isola di Honshū. Avvisi di livello inferiore sono stati emessi anche per Shikoku, le isole Nansei (compresa Okinawa) e altre aree. Circa 900.000 persone in 133 municipalità sono state invitate a evacuare.
La JMA ha previsto onde di altezza fino a 3 metri e ha sollecitato l'evacuazione immediata delle zone costiere a rischio. Le piste dell'aeroporto di Sendai sono state chiuse, e i servizi ferroviari operati da JR East, JR Central e JR Hokkaido sono stati temporaneamente sospesi. I lavoratori della centrale nucleare di Fukushima Dai-ichi sono stati evacuati, e il previsto rilascio di acqua trattata nell'Oceano Pacifico è stato posticipato. Il Ministero della Difesa ha inviato mezzi aerei lungo la costa orientale per la ricognizione. In totale, circa due milioni di persone in tutto il Paese sono state interessate da ordini o raccomandazioni di evacuazione. Le allerte sono state declassate ad avvisi nella notte del 30 luglio, e completamente revocate nella mattinata del 31 luglio.
In Indonesia, l'Agenzia per la meteorologia, climatologia e geofisica ha diramato un avviso per alcune aree di Papua, Molucche Settentrionale, Sulawesi Settentrionale e Gorontalo, prevedendo onde inferiori ai 50 cm. I residenti sono stati invitati ad allontanarsi dalle spiagge e dalle zone costiere.
In Cina, il Ministero delle Risorse Naturali ha emesso un'allerta gialla (secondo livello su quattro), valida per Taiwan, la provincia di Zhejiang e Shanghai. A Taiwan, l'Amministrazione Centrale Meteorologica ha diramato un avviso tsunami (tsunami watch), con onde stimate fino a 1 metro lungo le coste sudorientali e sudoccidentali.
Nelle Filippine, l'istituto di vulcanologia e sismologia ha emesso un avviso di tsunami (tsunami advisory) per 22 province lungo la costa pacifica, da Batanes a Davao Oriental, con onde previste fino a 1 metro. L'avviso è stata successivamente revocato, poiché non sono state rilevate variazioni significative del livello del mare.
Il PTWC ha inoltre segnalato possibili onde minori, inferiori a 30 cm, anche lungo le coste della Corea del Sud.

#### Oceania e isole del Pacifico
Il PTWC ha emesso un allerta tsunami con onde di tsunami tra 1 e 3 metri per le Isole Salomone. Il centro ha inoltre emesso un avviso di tsunami per la possibile formazione di onde fino a 30 cm per le Samoa Americane, Chuuk, Kiribati, Nauru, Nuova Caledonia, Niue, Papua Nuova Guinea, Isole Pitcairn, Tokelau, Tuvalu, Vanuatu e Wallis e Futuna.
In Nuova Zelanda, l'agenzia nazionale per la gestione delle emergenze (NEMA) ha emesso un avviso di tsunami per “correnti forti e onde anomale imprevedibili” lungo l'intera costa. Il giorno successivo, l'avviso è stato esteso per ulteriori 24 ore a causa del rimbalzo dell'attività tsunami proveniente dal Sud America.
A Tonga, il servizio meteorologico ha emesso un'allerta, consigliando l'evacuazione delle aree costiere a rischio. Anche nelle Figi, il dipartimento delle risorse minerarie ha emesso un avviso di tsunami per le zone costiere basse. I servizi meteorologici delle Isole Cook hanno pubblicato un avviso, precisando che non vi era una minaccia immediata, ma che la situazione veniva monitorata. L'ufficio meteorologico di Samoa ha diffuso un avviso di tsunami, raccomandando cautela lungo le zone costiere.
Nelle Isole Marchesi (Polinesia Francese), le autorità hanno iniziamente avvertito di onde che avrebbero potuto raggiungere 4 metri, poi ridimensionando l'allerta prevedendo onde tra 1,1 e 2,2 metri avrebbero potuto raggiungere le isole di Ua Huka, Nuku Hiva e Hiva Oa.
Anche Guam e l'Australia sono state interessate da un avviso di tsunami, mentre allerte sono state emesse per Palau e le Isole Marianne Settentrionali.

#### America

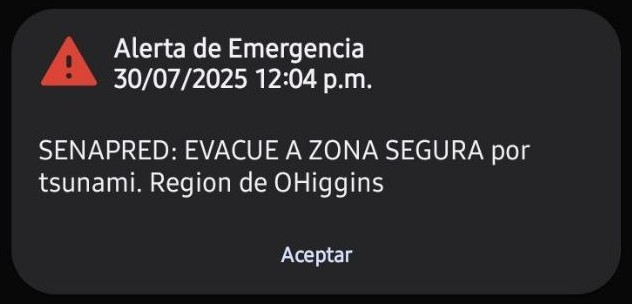
Messaggio di allerta tsunami nella regione di O'Higgins, in Cile.

Il PTWC, Emergency Info BC e altre agenzie governative hanno emesso un avviso di tsunami per la Columbia Britannica e le costa del Pacifico, segnalando la possibilità di forti correnti e onde anomale, inferiori a 30 cm. Il PTWC ha emesso un allerta tsunami con onde di tsunami tra 1 e 3 metri per le Hawaii, per l'intera costa occidentale degli Stati Uniti (California, Oregon e Washington), e per alcune delle Isole Aleutine in Alaska, con ordini di evacuazione immediata. Il Capitano della guardia costiera statunitense ha ordinato a tutte le navi di lasciare i porti dell'arcipelago hawaiano.
La costa centrale della California e l'area della baia di San Francisco sono state poste sotto un avviso di tsunami dalla National Oceanic and Atmospheric Administration (NOAA). Un allerta è stata inoltre emessa da Capo Mendocino, fino al confine con l'Oregon.
La Marina messicana ha avvertito della presenza di correnti forti nei porti lungo la costa pacifica, dalla Bassa California fino a Chiapas, invitando la popolazione a evitare le spiagge.
Allerta sono state emesse nelle serata del 30 luglio anche in Cile, Colombia, Costa Rica, Perù e nelle Isole Galápagos in Ecuador.

### Osservazioni
Nell'isola di Šumšu, è stata registrata un onda di 19 metri, mentre nel porto di Severo-Kurilsk è stata registrata un onda di 17 metri. Onde di tsunami alte 5–6 metri sono state osservate in alcune aree della Kamčatka e delle isole vicine. Onde di 3–4 metri sono state registrate nel distretto di Yelizovsky, sempre in Kamčatka. Secondo lo Shirshov Institute of Oceanology, onde alte 10–15 metri potrebbero aver interessato alcune zone costiere, non abitate, della penisola. A Nikol'skoe, nel territorio del Kraj di Kamčatka, le onde hanno raggiunto un'altezza di 6 centimetri.
In Giappone, onde di tsunami sono state osservate in 22 delle 47 prefetture del paese. Un'onda alta 1,3 metri ha colpito Kuji, nella prefettura di Iwate. Onde di 80 cm sono state segnalate a Nemuro, nell'Hokkaidō, e a Hachijō-jima, mentre onde di 50 cm sono state osservate al porto di Ishinomaki, nella prefettura di Miyagi. Onde fino a 40 cm sono state segnalate a Ōarai, nella prefettura di Ibaraki, mentre onde di 30 cm sono state registrate al porto di Yokohama, a Kushiro, a Ōfunato e a Kamaishi. In località come Hamanaka, nell'Hokkaidō, le altezze delle onde hanno raggiunto i 60 cm. Un'onda di 20 cm è stata osservata a Harumi, Tokyo.
Nella Polinesia Francese, nelle remote Isole Marchesi sono state registrate onde di tsunami alte 1,5 metri, mentre in altre zone le onde hanno raggiunto 30–50 cm.
Un'onda di tsunami di quasi un metro ha colpito l'Atollo di Midway e le Samoa Americane, mentre un'onda di 80 cm ha colpito Apia, la capitale della Samoa. A Kahului, nelle Hawaii, è stata registrata un'onda di 1,74 metri, a Hilo l'onda ha raggiunto 1,50 metri, a Haleiwa 1,21 metri mentre a Hanalei 1,17 metri.
Nelle Isole Aleutine, sono stati registrati 60 cm ad Adak, in Alaska. In diverse località della California sono state osservate onde superiori a 60 cm, onde fino a 1,22 metri sono state registrate a Crescent City. A Manzanillo, Huatulco, Zihuatanejo, e Salina Cruz, in Messico, sono stati registrate onde intorno ai 50 cm. Nelle coste dell'Oregon, di Washington e della Columbia Britannica sono state registrate onde attorno ai 30 cm, così come a Vanuatu.
Nelle isole Galápagos, in Ecuador, sono state registrate onde fino a 1,04 metri; mentre in Cile sono state registrate onde di 1,12 metri a Coliumo, onde di 1,09 metri a Quintero e onde di 1,03 metri a Coronel. Nel Perù, sono stati misurati 70 cm nel distretto di La Punta.
Onde di minore entità, comprese tra pochi centimetri e un massimo di 20 cm, sono state registrate in diverse isole del Pacifico, in Oceania e in alcuni stati dell'Asia.

## Effetti del sisma
In Kamčatka almeno quattro persone sono rimaste ferite, nessuna in modo grave, durante l'evacuazione dagli edifici. A Petropavlovsk-Kamčatskij sono stati segnalati diversi danni alle infrastrutture, interruzioni della corrente elettrica e problemi alla rete di telefonia mobile. Anche nella regione di Sachalin si sono verificati blackout a causa dei danni alla rete elettrica. La facciata di un asilo è parzialmente crollata e sono state rilevate crepe nei muri di numerose strutture sanitarie e sociali.  I soccorritori hanno ispezionato circa 900 abitazioni, rilevando danni in 55 di esse.
All'aeroporto di Elizovo è crollato un controsoffitto in uno dei terminal, ferendo una donna. Nell’oblast' di Sachalin sono stati segnalati crolli parziali di camini e canne fumarie, così come a Severo-Kuril'sk, nelle Isole Curili. 
Il porto della città di Severo-Kuril'sk è stato colpito dal maremoto, che ha spazzato via diverse strutture, tra cui uno stabilimento per la lavorazione del pesce. Le onde hanno raggiunto i 200 metri nell’entroterra. La cittadina, ricostruita su un’altura dopo il devastante tsunami del 1952, non ha subito danni dallo tsunami.
Secondo il portavoce del Cremlino, Dmitrij Peskov, l’assenza di vittime e di gravi danni è dovuta alla solidità delle costruzioni e alla preparazione della popolazione. Le autorità russe hanno dichiarato lo stato di emergenza per le aree colpite.
Secondo immagini satellitari, la base sottomarina di Rybachij, nella baia dell'Avača, avrebbe subito danni a causa del terremoto e dello tsunami.
In Giappone, 21 persone sono rimaste ferite durante le evacuazione, principalmente per colpa del caldo. A Kumano, nella prefettura di Mie, una donna di 58 anni è morta dopo essere precipitata da una scogliera con la propria auto mentre cercava di allontanarsi dalla costa.